# 639 г. пр.н.е.

## Събития

### В Азия

#### В Асирия
- Цар на Асирия е Ашурбанипал (669/8 – 627 г. пр.н.е.).[1]
- Цар Кандалану (648/7 – 627 г. пр.н.е.) управлява Вавилон като подчинен на асирийския цар.[2]
- През тази година е възстановен храма на богинята Гула във Вавилон.[3]

#### В Урарту
- Владетелят на държавата Урарту Руса II (680 – 639 г. пр.н.е.) умира и е наследен от Сардури III (639 – 635 г. пр.н.е.).[4]

### В Африка

#### В Египет
- Псаметих (664 – 610 г. пр.н.е.) е фараон на Египет.[5][6]

#### В Киренайка
- Около тази година Коробиос от Итанос води преселници от остров Тера към бреговете на Киренайка в опит да се изгради колония.[7]

### В Европа
- Дамазий е архонт в Атина.[8]

## Починали
- Руса II, владетел на Урату (680 – 639 г. пр.н.е.)